# (8555) Mirimao
(8555) Mirimao est un astéroïde de la ceinture principale.

## Description
(8555) Mirimao est un astéroïde de la ceinture principale. Il fut découvert le 3 juin 1995 à Stroncone par l'Observatoire astronomique Santa Lucia de Stroncone. Il présente une orbite caractérisée par un demi-grand axe de 2,36 UA, une excentricité de 0,07 et une inclinaison de 6,0° par rapport à l'écliptique.

## Compléments